# My Propeller
Singles de Arctic Monkeys
Cornerstone
(2009) Don't Sit Down 'Cause I've Moved Your Chair
(2010)
My Propeller est une chanson du groupe de rock indépendant Arctic Monkeys. C'est le troisième single du troisième album du groupe, Humbug, comme ce fut annoncé le 1er février 2010. Sorti le 22 mars 2010, le single, comme les deux autres de l'album, Crying Lightning et Cornerstone, est vendu en format vinyle dans les agences Oxfam. Le clip du single sort le 18 mars 2010. À l'origine, le single prévu était "Pretty Visitors", mais il a été décidé que ce serait "My Propeller" qui sortirait.

## Liste des pistes
Toutes les paroles sont écrites par Alex Turner, sauf mentionnés, toute la musique est composée par Arctic Monkeys.
| 1. | My Propeller (Alex Turner, Jamie Cook) | 3:28 |
| 2. | Joining the Dots                       | 3:19 |

| 1. | My Propeller                      | 3:28 |
| 2. | Joining the Dots                  | 3:19 |
| 3. | The Afternoon's Hat               | 4:11 |
| 4. | Don't Forget Whose Legs You're On | 3:35 |

## Crédits
Arctic Monkeys
- Alex Turner - Chant, guitare rythmique, guitare acoustique (pistes 1 & 3), glockenspiel (piste 2)
- Jamie Cook - Guitare solo, guitare baryton (piste 1)
- Nick O'Malley - Basse
- Matt Helders - Batterie, chant

Autre
- John Ashton - chœur, clavier

## Classement
| Classement (2010)  | Meilleure position |
| ------------------ | ------------------ |
| Canada             | 6                  |
| Royaume-Uni        | 90                 |
| Royaume-Uni (indé) | 7                  |